# Phlogophora extensa
Phlogophora extensa là một loài bướm đêm trong họ Noctuidae.